# Tolérance
Tolérance è un film del 1989 diretto da Pierre-Henry Salfati.
Rappresenta l'ultima apparizione cinematografica ufficiale di Ugo Tognazzi, nei panni di un nobile gastronomo gaudente all'epoca del Direttorio: il destino ha voluto che il suo personaggio assomigliasse in qualche modo a come effettivamente egli era anche nella realtà.